# Legenda călărețului fără cap
„Legenda călărețului fără cap” (în engleză The Legend of Sleepy Hollow) este o povestire de groază din 1820, scrisă de diplomatul american Washington Irving. Este una dintre cele 34 de lucrări cuprinse în culegerea The Sketch Book of Geoffrey Crayon, Gent., publicată serializat între 1819 și 1820. Irving a scris povestirea în timp ce locuia în Birmingham, Anglia. Alături de „Rip Van Winkle”, „Legenda călărețului fără cap” se numără printre primele exemple de ficțiune americană populare, fiind asociată în special cu sărbătoarea de Halloween.
Povestirea a fost adaptată de numeroase ori pentru marele ecran, fiind prezentată inclusiv în filmul mut The Headless Horseman (1922) și în animația The Adventures of Ichabod and Mr. Toad (1949), produsă de Walt Disney.

## Rezumat

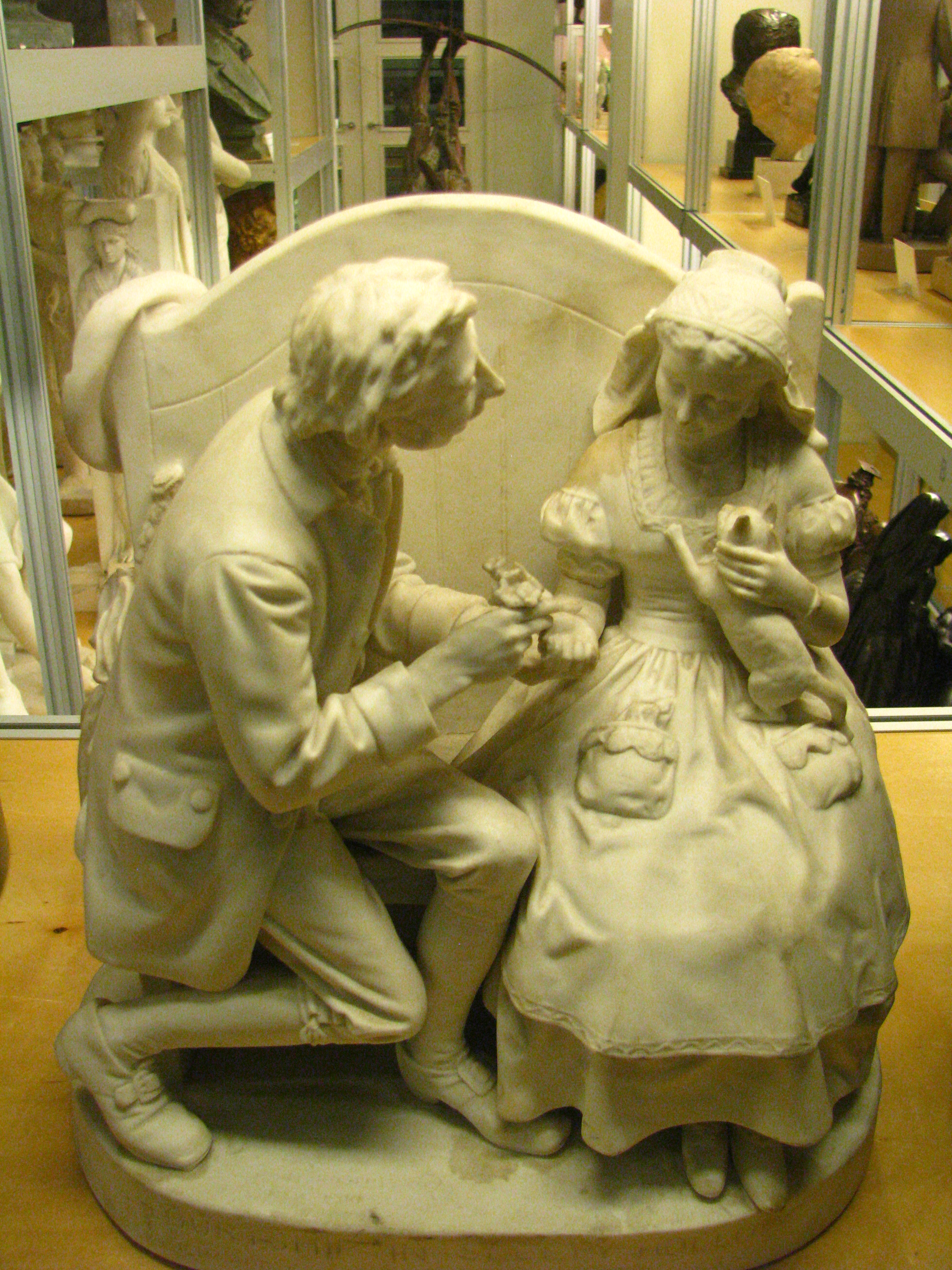
Ceramică cu Ichabod Crane și Katrina Van Tassel, 1868

Acțiunea se desfășoară în 1790, în zona rurală din apropierea fostei așezări olandeze Tarry Town, într-o poiană izolată cunoscută sub numele de Sleepy Hollow. Este prezentat Ichabod Crane, un învățător slăbănog, înalt și superstițios din Connecticut. Ichabod intenționează să o curteze pe Katrina Van Tassel, fiica unui fermier înstărit, pentru a obține bogățiile familiei ei. El concurează pentru afecțiunea tinerei cu Abraham „Brom Bones” Van Brunt, scandalagiul orașului. Incapabil să îl determine pe Ichabod să se bată pentru mâna Katrinei, Brom pornește în schimb o campanie de hărțuire împotriva învățătorului, chinuindu-l cu o serie de farse și glume.
Într-o seară de toamnă, Ichabod este invitat să participe la o petrecere a recoltei pe moșia Van Tassel. În timpul petrecerii, Brom spune povestea Călărețului fără cap, fantoma notorie a unui soldat hessian decapitat de o ghiulea în timpul Războiului de Independență. Se presupune că acesta este îngropat în curtea unei biserici din Sleepy Hollow, și se ridică din mormânt în fiecare noapte pentru a-și căuta capul dispărut, dar i se interzice să traverseze podul de lemn care traversează pârâul din apropiere.
Ichabod o cere în căsătorie pe Katrina, dar ea îi respinge avansurile. Părăsește petrecerea cu inima frântă, și merge acasă pe un cal de plug împrumutat, pe nume Gunpowder. Întâlnește un călăreț camuflat, crezând că este înfiorătoarea fantomă. Ichabod se zbate pentru a-și salva viața, îndemnându-l cu disperare pe Gunpowder să galopeze, cu arătarea tunând în urma lui. La pod, Călărețul își aruncă capul retezat direct spre Crane, doborându-l de pe cal.
În dimineața următoare, Gunpowder este găsit mâncând iarbă la poarta stăpânului său, dar Ichabod a dispărut în mod misterios din zonă, lăsând-o pe Katrina să se mărite cu Brom Bones. Deși adevărata natură atât a Călărețului fără cap, cât și a dispariției învățătorului în acea noapte sunt lăsate deschise interpretării, povestirea sugerează că fantoma era, de fapt, Brom deghizat, folosind un jack-o'-lantern pe post de cap (un dovleac zdrobit fusese găsit lângă pod), și că Ichabod a supraviețuit căderii de pe Gunpowder, și a fugit îngrozit din Sleepy Hollow.

## Analiză

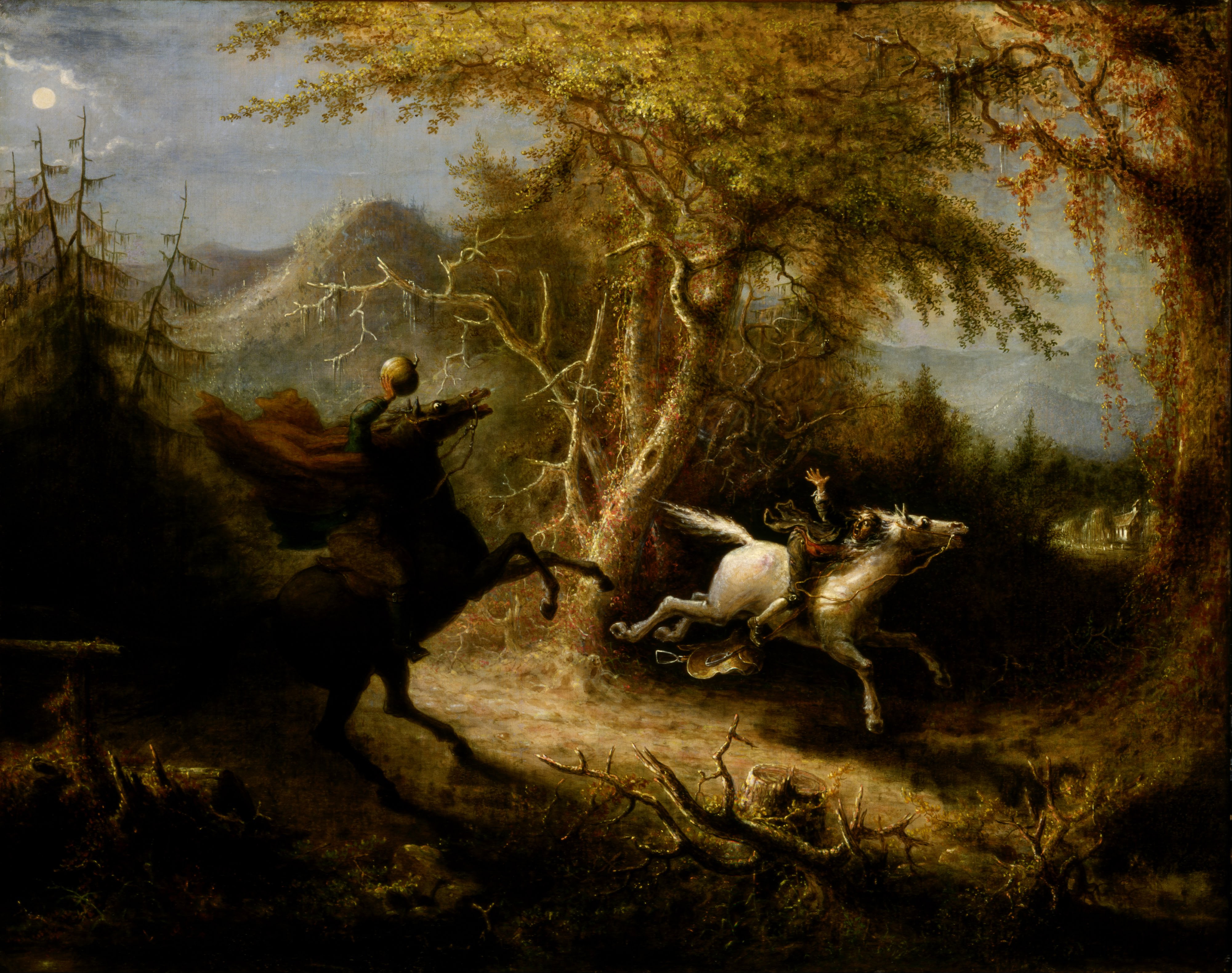
Călărețul fără cap urmărindu-l pe Ichabod Crane (1858) de John Quidor

Irving a scris The Sketch Book of Geoffrey Crayon, Gent. în timpul unui turneu în Europa, iar unele părți ale povestirii pot fi, de asemenea, atribuite unor origini europene. Călăreții fără cap erau elemente de bază ale poveștilor din Europa de Nord, figurând în legende germane, irlandeze, scandinave și britanice, și fiind menționate în lucrări ca „Tam o' Shanter” (1790) de Robert Burns, și Der Wilde Jäger (1778) de Gottfried August Bürger. Văzute ca semn de rău augur pentru cei care alegeau să nu țină cont de aparițiile lor, aceste fantome își găseau victimele în persoane orgolioase și arogante.
După bătălia de la White Plains din octombrie 1776, ținutul de la sud de râul Bronx a fost abandonat de Armata Continentală și ocupat de britanici. Americanii au fost fortificați la nord de Peekskill, iar comitatul Westchester a rămas o întindere de 30 de mile de pământ pustiu, expus proscrișilor și tâlharilor. Pe lângă droaiele de rangeri loialiști și infanteria ușoară britanică, jägeri hessieni se numărau printre soldații care se încăierau adesea cu milițiile patrioților. Este posibil ca personajul Călărețului fără cap să se fi bazat într-adevăr pe descoperirea unui astfel de cadavru găsit în Sleepy Hollow după o încăierare violentă, și îngropat ulterior de familia Van Tassel, într-un mormânt nemarcat.
„Rip Van Winkle” și „Legenda călărețului fără cap” se numără printre cele mai cunoscute și adaptate povestiri ale lui Irving. Ambele sunt incluse în studii ce privesc literatura americană timpurie și romantismul. Descrierile lui Irving ale culturii regionale, și temele sale privind progresul versus tradiția, intervenția supranaturală în viața de zi cu zi, și situația dificilă a individului străin într-o comunitate omogenă au contribuit la dezvoltarea unui sentiment unic al identității americane la începutul secolului al XIX-lea.

## Adaptări

### Film
- The Headless Horseman (1922), un film mut cu Will Rogers în rolul lui Ichabod Crane.
- The Adventures of Ichabod and Mr. Toad (1949), un film de animație realizat de Walt Disney Productions și narat de Bing Crosby.
- Sleepy Hollow (1999), o adaptare cinematografică regizată de Tim Burton.

### Televiziune
- The Legend of Sleepy Hollow (1980), un film de televiziune, cu Jeff Goldblum în rolul lui Ichabod Crane și Meg Foster în rolul Katrinei Van Tassel.
- „The Legend of Sleepy Hollow” (1985), primul episod din seria Shelley Duvall's Tall Tales and Legends, cu Ed Begley Jr. în rolul lui Ichabod Crane, Beverly D'Angelo în rolul Katrinei, Tim Thomerson în rolul lui Brom, și Charles Durning în rolul lui Doffue Van Tassel, care este și naratorul.
- The Hollow (2004), un film de televiziune ABC Family, cu Kevin Zegers și Kaley Cuoco ca protagoniști.
- Sleepy Hollow (2013), un serial horror.[7]
- „Headless: A Sleepy Hollow Story” (2022), un serial web în care Ichabod Crane și Călărețul fără cap sunt colegi de cameră și trebuie să lucreze împreună pentru a rezolva misterul capului Călărețului.[8]